# Phleum pratense
Phleum pratense es una especie de planta herbácea perenne, muy abundante, de la familia Poaceae, nativa de la Europa templada.

## Descripción
La planta posee tallo no ramificado y hojas de 1,5 mm de longitud. La caña o tallo es de color verde claro con ausencia de vellosidades y cilíndrico redondo en su sección transversal. Los nódulos del tallo son de aspecto bulboso. Las dimensiones de las hojas son de 8,46 mm  de ancho y 22,86 cm de largo siendo su color desde verde opaco hasta azul grisáceo, son además lineales, delgadas y sin vellosidades.
Las lígulas poseen membranas frágiles de aspecto papel. Las vainas son también de color verde opaco y gris azulado como las hojas.
El tallo termina en una panícula en forma de punta estrictamente cilíndrica que mide 17,78 cm de largo y 8,46 mm de ancho. En ésta inflorescencia las espiguillas están densamente empaquetadas a lo largo de toda la inflorescencia siendo cada espiguilla de unos 3,5 mm. Las espiguillas consisten en dos glumas ciliadas (3,5 mm cada una) y una lema más corta que las glumas.
La lema encierra una pálea membranosa con una sola flor que consta de 3 estambres y un par de estilos. Durante la floración en la primera mitad del verano las anteras liberan gran cantidad de polen, y a medida que se produce la maduración de los granos el color de las panículas de espiguillas se torna color marrón claro.
El sistema radicular consta de raíces fibrosas y rizomas cortos de arquitectura radicular muy superficial. Normalmente las raíces se entrelazan formando colonias que pueden abarcar la extensión de todo el campo de cultivo.

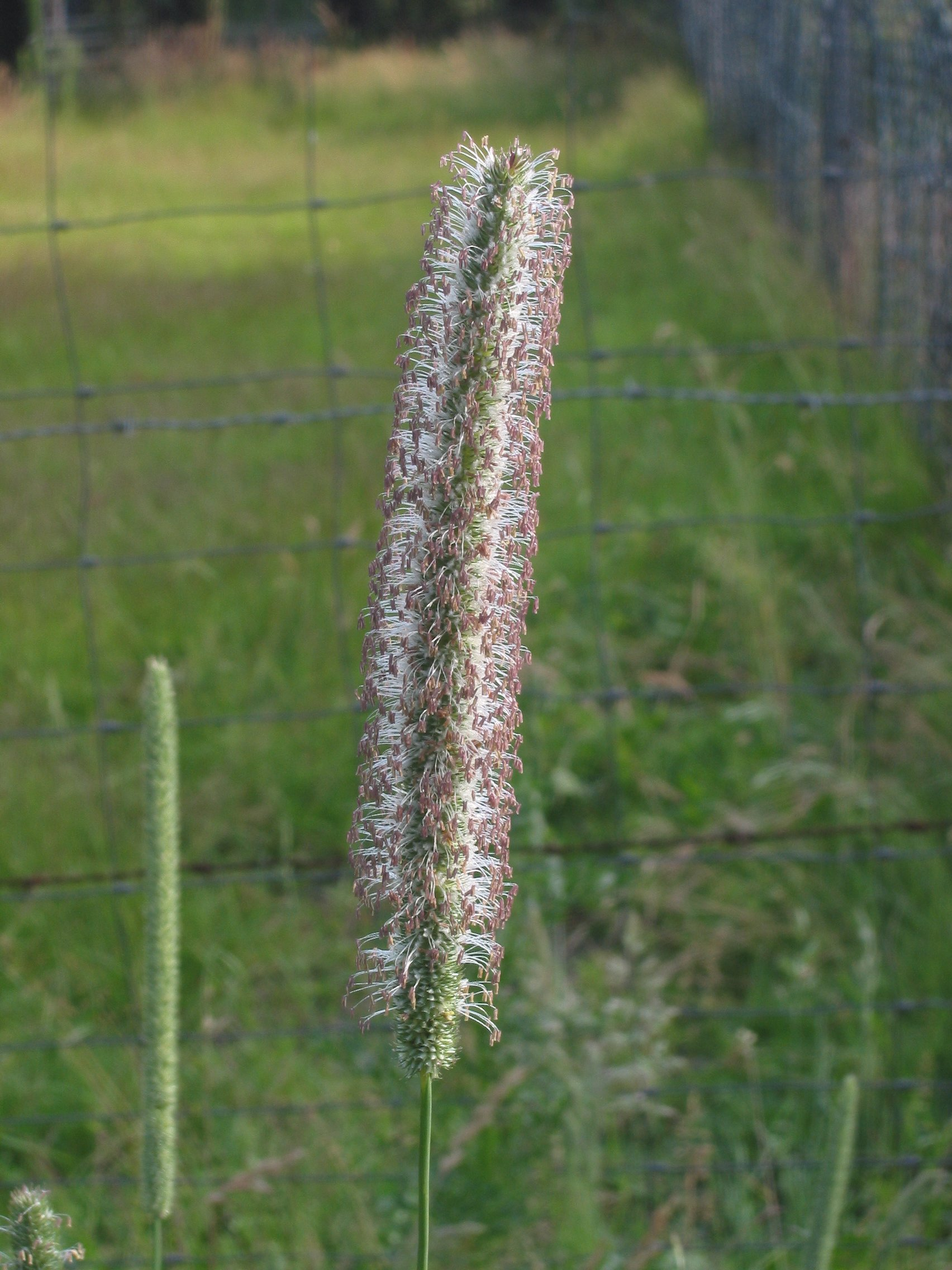
Inflorescencia.

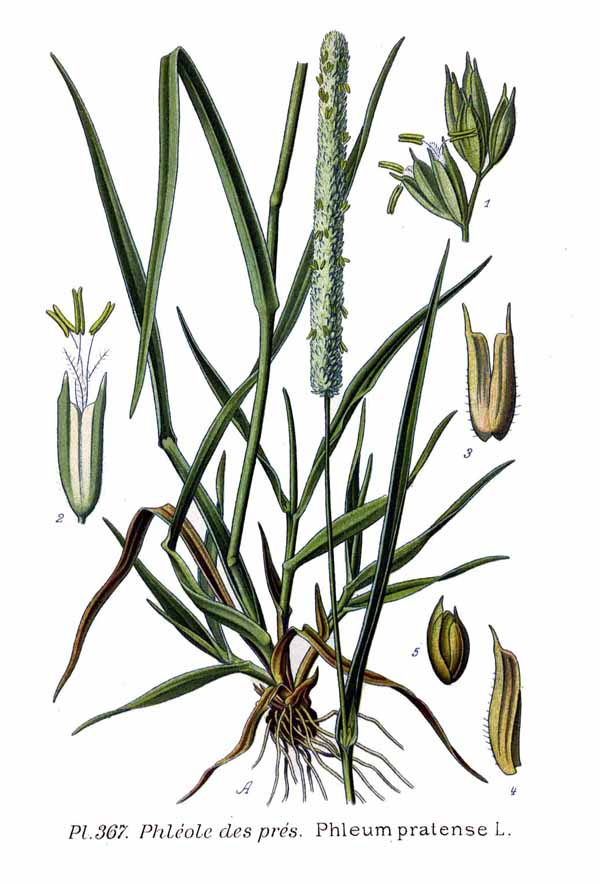
Ilustración

## Condiciones para su cultivo
Phleum pratense es un cultivo resistente a las enfermedades comunes de los cultivos forrajeros, roedores, micobacterias, polvo, virus y malas hierba. Sin embargo, este cultivo es incapaz de tolerar la sequía. La especie tiene diversas variedades extendidas en todo el mundo como son Climax, Astra, Welch, Bounty, Itasca, Lorain, Medon, Marietta, Milton, Swallow, y Berta.
La selección de la variedad debe hacerse en función de los parámetros hídricos y en el retardo de la floración que se quiera obtener en la parcela a cultivar. La planta es resistente al frío y su óptimo de crecimiento se da con 18 °C) mientras que los rendimientos medios se obtienen con temperaturas medias anuales de 18,3 °C) a 21,6 °C) Se adapta preferiblemente a climas húmedos de montaña con precipitaciones desde 350 mm  hasta 1760 mm.El terreno que permite alcanzar los mayores rendimientos deben estar bien drenados. El cultivo prospera bien en suelos muy y ricos y con un pH de ligeramente ácido (4,5) a alcalino (7,8).
El cultivo puede dar unos rendimientos medios en turberas siempre y cuando no sean pantanosas. Los rendimientos serán por debajo de la media en terrenos arenosos y secos.

## Cultivo y usos
Esta especie fue introducida inintencionalmente a América por colonos, siendo descrita en 1711 por John Herd, de plantas creciendo en Nuevo Hampshire. Herd nombró a ese pasto “pasto Herd”, pero un granjero llamado Timothy Hanson comenzó a promover su cultivo para heno cerca de 1720, siendo así popularizado.
Es comúnmente empleado para alimento del ganado y, en particular, como heno para caballos. Es relativamente alto en fibra, especialmente al corte tardío. Es considerado parte de la mezcla estándar de heno, dando calidad a la nutrición equina. Este heno se usa ampliamente en la alimentación de mascotas domésticas, como conejos, conejillos de Indias, chinchillas, degúes, frecuentemente haciendo volumen a su dieta. La compañía Oxbow Animal Health fue la primera empresa en proveer este heno a pequeños animales exóticos, en 1996. Las orugas de algunos lepidópteros lo comen (como Thymelicus lineola). Crece en zanjones, costados de caminos, aunque generalmente requiere suelos ricos en nutrientes.
Su polen es un alérgeno común en primavera; recientemente se le ha usado en pequeñas cantidades como parte de una nueva vacuna contra la fiebre del heno Grazax, diseñada para reacondicionar el sistema inmune a mejores respuestas al polen.
La especie persiste durante el invierno. Los tallos floridos y muertos persisten, pero solo por un corto tiempo.

## Taxonomía
Phleum pratense fue descrita por  Carlos Linneo y publicado en Species Plantarum 1: 59. 1753.
Etimología
Phleum: nombre genérico que deriva de la palabra griega phleos, una especie de caña o pasto.
pratense: epíteto latino que significa "de los prados".
Subespecies
Hay dos subespecies:
- Phleum pratense subsp. pratense. Es larga, de 15 dm de altura, y muy expandida.
- Phleum pratense subsp. bertolonii. Más corta, de hasta 7 dm de altura. Pasturas en suelo calcáreo.

Sinonimia
- Achnodonton bulbosum (Gouan) J.Woods
- Phleum alpinum subsp. trabutii Litard. & Maire
- Phleum bertolonii subsp. trabutii (Litard. & Maire) Kerguélen
- Phleum brachystachyum (Salis) Gamisans, A.T.Romero & C.Morales
- Phleum bulbosum Gouan
- Phleum deckeri Roem. ex Trin.
- Phleum fallax Janka
- Phleum maximum Pryor
- Phleum microstachyum Ruiz ex Nyman
- Phleum microstachyum Ruiz
- Phleum nodosum L.
- Phleum nodosum var. pratense (L.) St.-Amans
- Phleum parnassicum Boiss. & Heldr. ex Nyman
- Phleum praecox Jord.
- Phleum roshevitzii Pavlov
- Phleum stoloniferum Host
- Phleum trabutii (Litard. & Maire) Rivas Mart., A.Asensi, Molero Mesa & F.Valle
- Phleum tuberosum Panz. ex Trin.
- Phleum villosum Opiz
- Phleum vulgare (Celak.) Chase & Niles
- Phleum vulgare (Čelak.) Asch. & Graebn.
- Plantinia pratensis (L.) Bubani
- Stelephuros pratensis (L.) Lunell[6][7]

## Nombres comunes
- En castellano: bohordillo corto, bohordillo largo, fleo, fleo de los pantanos, fleo de los prados, hierba macerguera, hierba triguera, membrillejo, piñuela, hierba timotea.[8]